# Đại Thụ
Đại Thụ (tiếng Trung: 大樹區; bính âm: Dàshù qū; Wade–Giles: Ta4-shu4 Ch'ü1; Bạch thoại tự: Toā-chhiū-khu) là một khu (quận) của thành phố Cao Hùng, Trung Hoa Dân Quốc (Đài Loan). Đây là một quận nông thôn và tiếp giáp với huyện Bình Đông, tỉnh Đài Loan ở phía đông. Diện tích của Đại Thụ là 66,9811 km², dân số vào tháng 8 năm 2011 là 43.701 người thuộc 13.113 hộ gia đình, mật độ cư trú đạt 652,4 người/km².